# Josip Bajc
Josip Bajc, slovenski politik, poslanec, gozdar in pravnik, * 8. marec 1949, † 16. april 2016.

## Življenjepis
Leta 1996 je bil izvoljen v 2. državni zbor Republike Slovenije; v tem mandatu je bil član naslednjih delovnih teles:
- Komisija za poslovnik (podpredsednik od 16. januarja 1997),
- Komisija za nadzor lastninskega preoblikovanja in privatizacije (od 16. januarja 1997),
- Ustavna komisija (od 12. junija 1997),
- Odbor za notranjo politiko in pravosodje (od 16. januarja 1997) in
- Odbor za obrambo (od 16. januarja 1997).

Josip Bajc, član Slovenske ljudske stranke, je bil leta 2004 drugič izvoljen v Državni zbor Republike Slovenije; v tem mandatu je bil član naslednjih delovnih teles:
- Odbor za promet Državnega zbora Republike Slovenije (predsednik),
- Odbor za kmetijstvo, gozdarstvo in prehrano,
- Odbor za finance in monetarno politiko,
- Ustavna komisija,
- Preiskovalna komisija za ugotovitev in oceno dejanskega stanja, ki je lahko podlaga za odločanje o politični odgovornosti nosilcev javnih funkcij v Vladi Republike Slovenije na Ministrstvu za pravosodje in Vrhovnem državnem tožilstvu Republike Slovenije v zvezi z izvrševanjem nadzora po Zakonu o državnem tožilstvu (Uradni list RS št. 110/02 - uradno prečiščeno besedilo) za spremembo zakonodaje in za druge odločitve v skladu z ustavnimi pristojnostmi državnega zbora,
- Preiskovalna komisija za ugotovitev politične odgovornosti nosilcev javnih funkcij v zvezi z domnevnim oškodovanjem državnega premoženja pri prodaji deležev Kapitalske družbe d.d. in Slovenske odškodninske družbe d. d. v gospodarskih družbah in sicer tako da zajema preiskava vse prodaje ki so sporne z vidika skladnosti z zakoni in drugimi predpisi ter z vidikov preglednosti in gospodarnosti (namestnik člana) in
- Mandatno-volilna komisija (podpredsednik).

Sprva je deloval na področju gozdarstva. Leta 1991 je diplomiral na Višji pravni šoli v Mariboru. Leta 1994 je bil prvič izvoljen za župana Občine Postojna, leta 1998 pa še drugič.